# Karl Honz

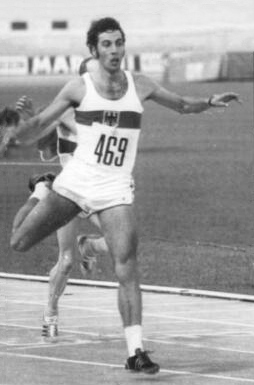
Karl Honz, 1974

Karl Honz (* 28. Januar 1951 in Bankholzen) ist ein ehemaliger deutscher Leichtathlet und Olympiateilnehmer, der in der ersten Hälfte der 1970er Jahre im 400-Meter-Lauf erfolgreich war.
Im Jahr 1971 ging er bei den Europameisterschaften in Helsinki beim 200-Meter-Lauf an den Start, kam jedoch nicht über den Vorlauf hinaus.
In den folgenden Jahren wurde er zweimal Deutscher Meister über 400 Meter, und zwar 1972 mit 44,70 s (Europarekord) vor Bernd Herrmann und Hermann Köhler, sowie 1973 mit 45,60 s vor Horst-Rüdiger Schlöske und Hermann Köhler. Es folgten ein zweiter Platz hinter Herrmann und vor Schlöske im Jahr 1974 sowie ein dritter Platz hinter Herrmann und Schlöske im Jahr 1975. In den Jahren 1973 und 1974 gewann er mit der Mannschaft des VfB Stuttgart bei den Deutschen Meisterschaften über 4-mal 400 Meter. 1975 wurde Honz Deutscher Hallenmeister mit der 4-mal-400-Meter-Staffel.
Karl Honz nahm an den Olympischen Spielen 1972 in München teil. Er erreichte den Endlauf über 400 Meter, wo er in 45,68 s Platz sieben belegte. Mit der 4-mal-400-Meter-Staffel (Team: Herrmann, Schlöske, Köhler, Honz) erreichte er in 3:00,88 min Platz vier.
Seine größten Erfolge erzielte er bei Europameisterschaften. Mit der 4-mal-400-Meter-Staffel gewann er bei den Halleneuropameisterschaften 1973 in Rotterdam Silber und 1975 in Kattowitz Gold. Bei den Freilufteuropameisterschaften 1974 in Rom gewann er zwei Medaillen: Gold über 400 Meter in 45,04 s vor David Jenkins (GB) und Bernd Herrmann, sowie Silber mit der 4-mal-400-Meter-Staffel (Team: Köhler, Schlöske, Honz und Ziegler) in 3:03,52 min hinter Großbritannien und vor Frankreich.
Mit seiner persönlichen Bestleistung von 44,70 s lag er 1972 auf Rang zwei der Weltbestenliste. Auf der ewigen Bestenliste Deutschlands rangiert er heute auf Platz vier.
Für seine sportlichen Erfolge überreichte ihm Bundespräsident Walter Scheel das Silberne Lorbeerblatt.
Karl Honz hatte als aktiver Sportler bei einer Größe von 1,88 m ein Wettkampfgewicht von 83 kg.